# 시운지촌
시운지촌(紫雲寺村)은 니가타현 기타칸바라군에 있던 촌이다. 

## 역사
- 1889년 4월 1일 - 정촌제 시행에 수반해 기타칸바라군 시운지촌이 성립하였다.
- 1955년 3월 31일 - 마쓰쓰카촌의 일부와 합병, 정으로 승격해 시운지정이 되어 소멸하였다.

## 참고문헌
- 『市町村名変遷辞典』東京堂出版、1990年。
- 『新潟県市町村区域及改称市町村名一覧表』関井常弥、1889年3月25日。
- 『新潟県市町村便覧』擁天堂、1902年6月15日。
- 『全國市町村便攬　六版』全國教育圖書、1949年9月5日。